# Пізній Дуб (заказник)
Пі́зній Дуб — лісовий заказник місцевого значення в Україні. Розташований у межах Носівського району Чернігівської області, на північний захід від села Іржавець. 
Площа 3,9 га. Статус присвоєно згідно з рішенням Чернігівської обласної ради від 14.05.1999 року. Перебуває у віданні ДП «Ніжинське лісове господарство» (Іржавецьке л-во, кв. 21, вид. 21). 
Статус присвоєно для збереження частини лісового масиву з високопродуктивними насадженнями дуба.